# Fabryka Państwowego Monopolu Tytoniowego w Łodzi
Fabryka Państwowego Monopolu Tytoniowego w Łodzi – zabytkowa fabryka papierosów, powstała w 1925 r. w Łodzi przy ul. Kopernika 64.

## Historia
Karol Kretschmer w 1857 r. rozpoczął karierę fabrykanta tworząc warsztat tkacki przy ul. Piotrkowskiej 63. W 1867 r. fabrykę przeniósł na ul. Kopernika 60 (dawn. ul. Milscha), gdzie produkował wełniane chustki. W 1875 r. przy ul. Kopernika 64, w nowej tkalni parowej, rozpoczął produkcję kortów i wyrobów wełnianych. 
W fabryce tej w 1910 r. działały 62 krosna ręczne oraz zatrudnionych było ponad 300 pracowników. Regres firmie przyniosła I wojna światowa. W 1925 r. kompleks fabryczny Kretschmera uległ pożarowi i w tym samym roku przejął go Państwowy Monopol Tytoniowy, który przeniósł się w to miejsce z ul. Kopcińskiego 58/60 (z późniejszego „Polmosu”).
Nowi właściciele w 1926 r. rozbudowali fabrykę o budynki w stylistyce modernistycznej według projektu architekta Milauera. Przedsiębiorstwo to funkcjonowało w tym miejscu do końca XX w., pod koniec swojej działalności działało pod nazwą „Łódzka Fabryka Papierosów”, produkując papierosy marek takich jak: Płaskie, Egipskie oraz Popularne. 
Po zamknięciu fabryki w 2001 r., została ona w 2007 r. kupiona przez grupę Arche. W 2010 r. firma ta dokonała rewitalizacji zabudowań, częściowo przeznaczając je na mieszkania oraz Hotel Tobaco (otwarty w 2013 r.). Od tego czasu cały kompleks po dawnej fabryce tytoniu znany jest pod nazwą Tobaco Park. Deweloper nie zachował wszystkich budynków dawnej fabryki Kretschmera – wyburzył m.in. zabudowania, które uległy pożarowi w latach 90. XX w.